# Атанасопулос, Спирос
Спирос Атанасопулос (греч. Σπύρος Αθανασόπουλος; XIX век — неизвестно) — греческий гимнаст, серебряный призёр летних Олимпийских игр 1896.
Атанасопулос был капитаном греческой команды, которая заняла второе место в соревнованиях по командным брусьям. Больше он не участвовал ни в каких соревнованиях.